# Shalḩeh-ye Emām Ḩasan
Shalḩeh-ye Emām Ḩasan (persiska: شلحه امام حسن) är en ort i Iran.   Den ligger i provinsen Khuzestan, i den västra delen av landet, 700 km söder om huvudstaden Teheran. Shalḩeh-ye Emām Ḩasan ligger 5 meter över havet och antalet invånare är 831.
Terrängen runt Shalḩeh-ye Emām Ḩasan är mycket platt. Runt Shalḩeh-ye Emām Ḩasan är det ganska tätbefolkat, med 139 invånare per kvadratkilometer. Närmaste större samhälle är Abadan, 16,1 km nordväst om Shalḩeh-ye Emām Ḩasan. Trakten runt Shalḩeh-ye Emām Ḩasan är ofruktbar med lite eller ingen växtlighet.